# Tomasz Wójtowicz (piłkarz)
Tomasz Wójtowicz (ur. 19 grudnia 2003 w Katowicach) – polski piłkarz grający na pozycji pomocnika w Lechii Gdańsk.

## Kariera klubowa

### Ruch Chorzów
Zawodnik w latach 2016–2024 reprezentował barwy Ruchu Chorzów. W sezonie 2023/2024 jego drużyna występowała w Ekstraklasie.

### Lechia Gdańsk
24 lipca 2024 podpisał kontrakt z Lechią Gdańsk obowiązujący do 30 czerwca 2027.

## Statystyki

### Klubowe
(aktualne na 06 Maj 2025)
| Klub               | Sezon              | Liga               | Liga  | Liga   | Puchar kraju | Puchar kraju | Europa | Europa | Inne  | Inne   | Suma  | Suma   |
| Klub               | Sezon              | Liga               | Mecze | Bramki | Mecze        | Bramki       | Mecze  | Bramki | Mecze | Bramki | Mecze | Bramki |
| ------------------ | ------------------ | ------------------ | ----- | ------ | ------------ | ------------ | ------ | ------ | ----- | ------ | ----- | ------ |
| Ruch Chorzów       | 2020/21            | III liga           | 8     | 3      | —            | —            | —      | —      | —     | —      | 8     | 3      |
| Ruch Chorzów       | 2021/22            | II liga            | 35    | 0      | —            | —            | —      | —      | 2     | 0      | 37    | 0      |
| Ruch Chorzów       | 2022/23            | I liga             | 34    | 3      | 1            | 0            | —      | —      | —     | —      | 35    | 3      |
| Ruch Chorzów       | 2023/24            | Ekstraklasa        | 27    | 2      | 1            | 0            | —      | —      | —     | —      | 28    | 2      |
| Ruch Chorzów       | Łącznie            | Łącznie            | 104   | 8      | 2            | 0            | 0      | 0      | 2     | 0      | 108   | 8      |
| Lechia Gdańsk      | 2024/25            | Ekstraklasa        | 21    | 1      | 0            | 0            | —      | —      | —     | —      | 21    | 1      |
| Łącznie            | Łącznie            | Łącznie            | 21    | 1      | 0            | 0            | 0      | 0      | 2     | 0      | 21    | 0      |
| Łącznie w karierze | Łącznie w karierze | Łącznie w karierze | 125   | 9      | 2            | 0            | 0      | 0      | 2     | 0      | 129   | 9      |